# (33051) 1997 UF7
(33051) 1997 UF7 est un astéroïde de la ceinture principale d'astéroïdes découvert en 1997.

## Description
(33051) 1997 UF7 a été découvert le 27 octobre 1997 à l'observatoire de Lime Creek, dans le Comté de Dixon au Nebraska, États-Unis, par Robert Linderholm.

### Caractéristiques orbitales
L'orbite de cet astéroïde est caractérisée par un demi-grand axe de 2,33 ua, un périhélie de 2,010 ua, une excentricité de 0,010 et une inclinaison de 7,31° par rapport à l'écliptique. Du fait de ces caractéristiques, à savoir un demi-grand axe compris entre 2 et 3,2 ua et un périhélie supérieur à 1,666 ua, il est classé, selon la JPL Small-Body Database, comme objet de la ceinture principale d'astéroïdes.

### Caractéristiques physiques
(33051) 1997 UF7 a une magnitude absolue (H) de 15,0 et un albédo estimé à 0,650.